# Кръстьо Мирски (политик)
Вижте пояснителната страница за други личности с името Кръстьо Мирски.
Кръстьо Иванов Мирски (също и Кръстю Мирский) е виден български общественик, публицист и книжовник, един от първите преводачи на Шекспир в България.

## Биография
Роден е на 15 януари 1852 г. в Котел, в рода на Гаврил Кръстевич.
Според Антон Борлаков, в края на османския период Кръстьо Мирски учителства в Добруджа. Преселва се във Варна през ноември 1878 г. и четири десетилетия е в центъра на обществения живот в града. Става член на Демократическата партия. Председател на Балчишкия окръжен съд. На 8 юли 1880 г. е назначен за председател на Варненския апелативен съд. и за народен представител в Третото, Четвъртото, Осмото и Четиринадесетото обикновено народно събрание и в Четвъртото велико народно събрание.
Кръстьо Мирски има съществени заслуги към културния живот на Варна.. Той и брат му Никола Мирски откриват първата книжарница във Варна (12 юни 1879). Оказва съдейства за пренасянето в града на печатницата на Райко Блъсков. Има големи заслуги и за развитието на театралното дело. Става два пъти кмет на Варна в периодите 1888 – 1890 год. и 1905 - 1906 год. Един от създателите на Книжевната дружина във Варна, която е първообраз на варненската библиотека. По време на своето кметуване допринася за благоустрояването на град Варна и съдейства за културно-просветното развитие. Построяват се училищата „Св. Кирил“, „Св. Наум“, разширява се училище „Св. Методий“. Изграждат се и първите модерни морски бани на релси, което издига авторитета на Варна като морски курорт. Кръстьо Мирски способства за изготвянето на първия план за разширение на Морската градина, строежа на часовниковата кула и първата театрална зала „Съединение“.
Кръстьо Мирски е един от първите членове на Българската академия на науките. Автор е на повече от 250 статии, книги, учебници и преводна литература. Умира на 7 май 1920 г.
- Портрет като народен представител в IV ВНС
- Кръстьо Мирски, фото В. Бабаджов